# ラディア・パールマン
ラディア・パールマン（Radia Perlman、1951年 - ）は、アメリカのソフトウェア設計者でネットワーク技術者であり、「インターネットの母」と呼ばれることもある。スパニングツリープロトコル (STP) の発明でよく知られている。DECで働いていたころに考案したもので、ネットワークブリッジ群の運用の基盤となっている。他にも、STPの欠点を補うリンクステート型ルーティングプロトコルの一種TRILLの設計や標準化にも貢献した。
バージニア州ポーツマスで生まれる。MITにて計算機科学の学士号、修士号、博士号を取得。博士論文は、故意に引き起こされるネットワーク障害を考慮したルーティングに関するものだった。
ネットワークについての教科書の著者であり、ネットワークセキュリティについての教科書の共同執筆者の1人である。2012年現在はインテルで働いている。サン・マイクロシステムズで働いていたころだけで50以上の特許を取得した。

## 初期の研究
MITの学部学生だったころ、MIT人工知能研究所のLOGO研究室で学んでいた。シーモア・パパートの指導の下、LOGO言語の小型版 TORTIS を開発。1974年から76年まで、Turtle という教育用ロボットをLOGOでプログラミングすることを子どもに教える研究を行い、最も幼い子は3歳半だった。そのため、幼児のコンピュータプログラミング教育についてのパイオニアとされることもある。

## 著作
- Perlman, Radia (1999). Interconnections: Bridges, Routers, Switches, and Internetworking Protocols (2 ed.). Addison-Wesley Professional Computing Series. ISBN 978-0-201-63448-8
- Perlman, Radia; Kaufman, Charlie; Speciner, Mike (2002). Network Security: Private Communication in a Public World (2 ed.). ISBN 978-0-13-061466-7

## 受賞歴
- 2000年 - 名誉博士号（スウェーデン王立工科大学）
- 2004年 - SVIPLA (Silicon Valley Inventor of the year)
- 2005年 - Anita Borg Institute Women of Vision Award for Innovation[4]
- 2006年 - USENIX 貢献賞
- 2010年 - SIGCOMM Award[5]